# Festuca orthophylla
Festuca orthophylla, paja brava, hiru-wichu, pasto hiro, paja hiro , es una especie perenne, nativa del oeste de Sudamérica: Argentina, Bolivia, Chile, Perú, Ecuador.

## Descripción
Esta festuca se ha bautizado así por sus espiguillas florales rectas, que aparecen a finales de la primavera y a principios del verano. Alcanza 2 a 5 dm de alto y forma macollos de hojas delgadas pardoplomizas, con bordes ásperos, erectas, aciculadas, de 5 a 13 cm de largo y 1 a 2 mm de ancho. La inflorescencia es una panícula lineal; de 4,5–6 cm de largo y 6–8 mm de ancho.

## Taxonomía
Festuca orthophylla fue descrita por Robert Knud Pilger y publicado en Botanische Jahrbücher für Systematik, Pflanzengeschichte und Pflanzengeographie 25(5): 717. 1898.
Etimología
Festuca: nombre genérico que deriva del latín y significa tallo o brizna de paja, también el nombre de una mala hierba entre la cebada.
orthophylla: epíteto latino que significa "con hojas derechas".
Sinonimia
- Festuca meyenii (St.-Yves) E.B.Alexeev[3][4]